# Singularitanais annectens
Singularitanais annectens är en kräftdjursart som först beskrevs av Barnard 1914.  Singularitanais annectens ingår i släktet Singularitanais och familjen Tanaidae. Inga underarter finns listade i Catalogue of Life.